# Pouvoir exécutif suprême

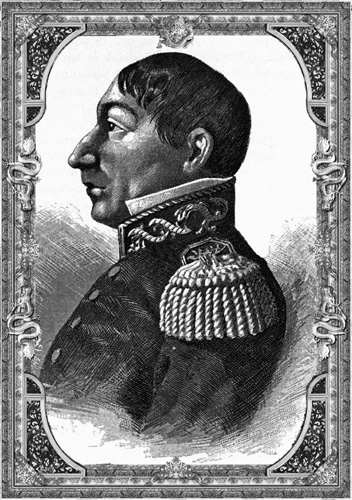
Pedro Celestino Negrete
1777 – 1846.

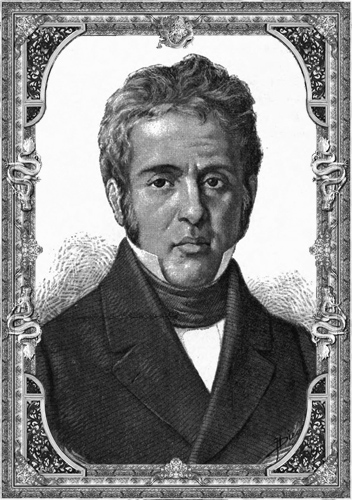
José Luis de Quintanar y Soto.

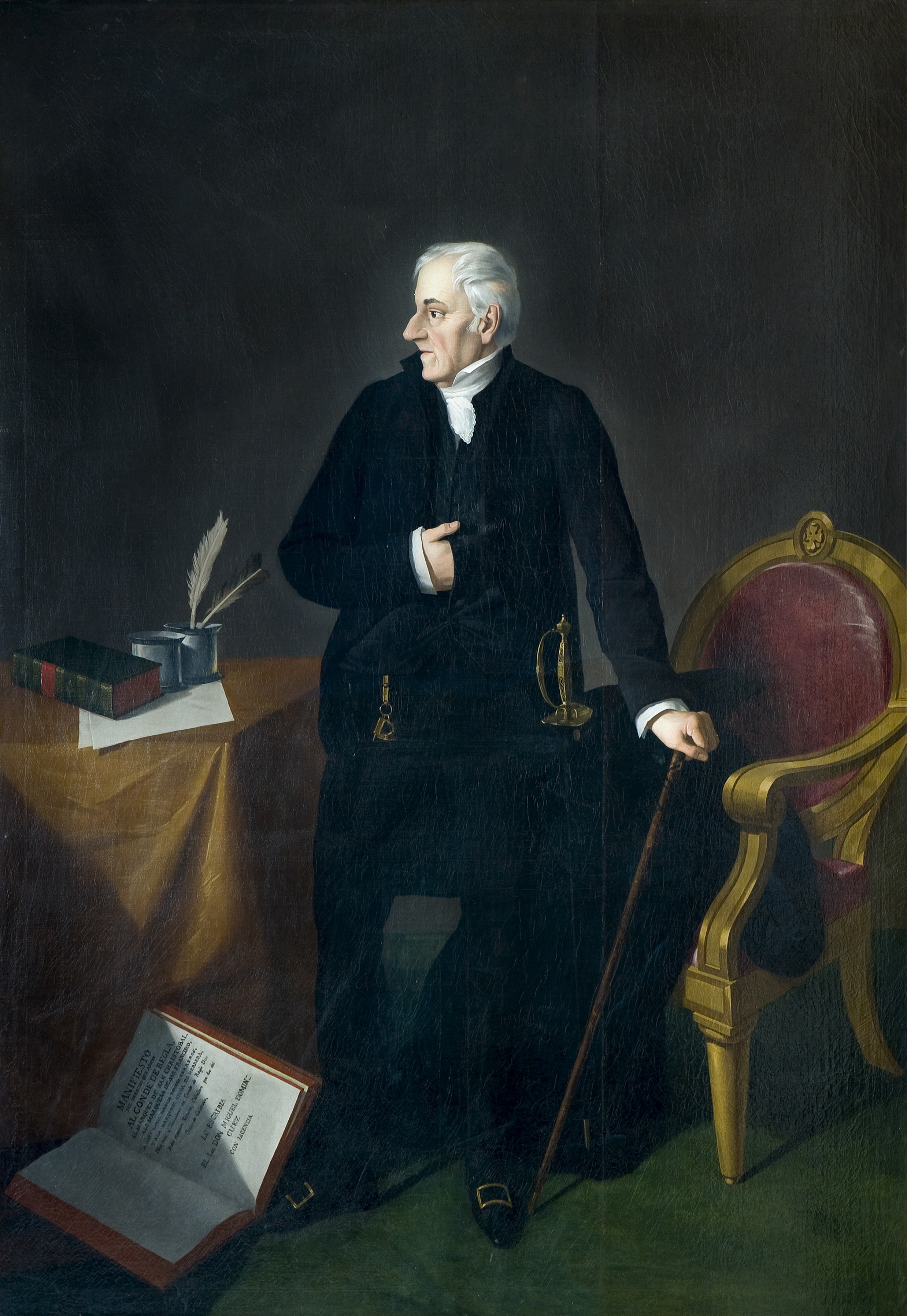
Miguel Domínguez
1756 - 1830.

Le Pouvoir exécutif suprême (en espagnol Supremo Poder Ejecutivo) est un triumvirat qui a gouverné au Mexique après l'Empire mexicain d'Augustin Ier en 1823 et avant la République mexicaine avec le président Guadalupe Victoria. Ce triumvirat a été appelé comme pouvoir exécutif et a été constitué par Nicolás Bravo, Guadalupe Victoria et Pedro Celestino Negrete, avec comme suppléants José Mariano Michelena, Miguel Domínguez et Vicente Guerrero. Ils ont été chargés d'élaborer la première Constitution du Mexique, qui a établi un gouvernement républicain fédéral,,.

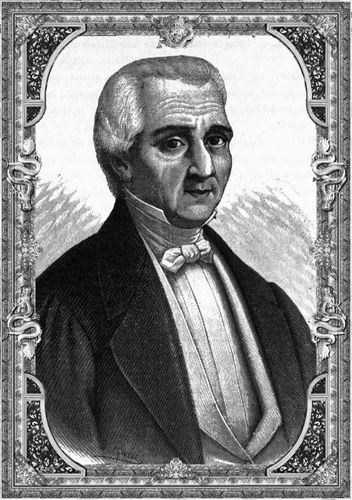
José Mariano Michelena
1772 - 1852.

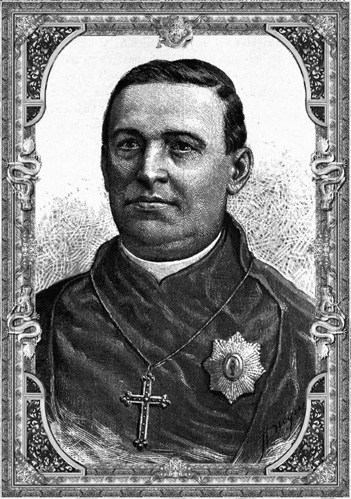
Pelagio Antonio de Labastida y Dávalos.

Entre l'abdication de l'empereur Augustin Ier et l'accession de Guadalupe Victoria à la présidence du Mexique, le pouvoir exécutif est ainsi détenu par un comité,.
D'autres triumvirats ont ensuite été formés pour exercer provisoirement le pouvoir exécutif au Mexique.

## Gouvernements

### Pouvoir exécutif suprême (1823-1824)
- 31 mars 1823 - 10 octobre 1824 : Pedro Celestino Negrete (L)
- 31 mars 1823 - 10 octobre 1824 : Guadalupe Victoria (L)
- 31 mars 1823 - 10 octobre 1824 : Nicolás Bravo (C)
- 1er avril 1823 - 10 octobre 1824 : Miguel Domínguez, suppléant   (L)
- 1er avril 1823 - 10 octobre 1824 : José Mariano Michelena, suppléant  (L)
- 2 juillet 1823 - 10 octobre 1824 : Vicente Guerrero, suppléant  (L)

### Pouvoir exécutif suprême (1829-1830)
- 23 décembre 1829 - 1er janvier 1830 : Pedro Vélez y Zúñiga (L)
- 23 décembre 1829 - 1er janvier 1830 : Luis Quintanar (C)
- 23 décembre 1829 - 1er janvier 1830 : Lucas Alamán (C)

### Pouvoir exécutif suprême (1863-1863)
- 25 juin 1863 - 11 juillet 1863 : Juan Nepomuceno Almonte (C)
- 25 juin 1863 - 11 juillet 1863 : Juan Bautista de Ormaechea (C)
- 25 juin 1863 - 11 juillet 1863 : José Mariano Salas (C)
- 25 juin 1863 - 11 juillet 1863 : Pelagio Antonio de Labastida y Dávalos, suppléant (C)

## Autres titres
- Président de la Convention révolutionnaire souveraine
- Président de la Junte supérieure de gouvernement
- Chef suprême de la Nation mexicaine